# Solenoxiphus
Solenoxiphus is een geslacht van tandschelpen uit de  familie van de Entalinidae.

## Soort
- Solenoxiphus striatulus Chistikov, 1983